# روبرت يبرش
روبرت يبرش (بالإنجليزية: Robert Burch) هو مدير فني أمريكي، ولد في 11 أغسطس 1886 في هاملتن في الولايات المتحدة، وتوفي في 15 نوفمبر 1967 في سان دييغو في الولايات المتحدة.